# Eoin Colfer
Eoin Colfer (pronuncia-se "Ouen Cólfer") (Wexford, 14 de Maio de 1965) é um professor e autor de livros infantis irlandês. Escritor da série de livros Artemis Fowl.

## Biografia
Nasceu e foi criado em Wexford, cidade litorânea no sudeste da Irlanda. Começou a escrever peças ainda muito cedo, obrigando seus infelizes colegas de turma a se vestir de viquingues arruaceiros.[carece de fontes?]
Intimidado pelo encorajamento constante da família, ele continuou a escrever depois de adulto. Seu primeiro romance, Benny and Omar, tornou-se um best-seller na Irlanda, e Artemis Fowl, seu primeiro livro com o brilhante e jovem anti-herói, virou um sucesso internacional imediatamente. Artemis Fowl ganhou o WHSmith de Livro Infantil do Ano na "Escolha Popular" e o de Livro Infantil do Ano do British Books Awards. Mora com o filho e a mulher na Irlanda.[carece de fontes?]

## Obras (parcial)

### SérieArtemis Fowl
1. Artemis Fowl (2001) Artemis Fowl - O Menino Prodígio do Crime
2. Artemis Fowl: The Arctic Incident (2002) Artemis Fowl - Uma Aventura no Ártico
3. Artemis Fowl: The Eternity Code (2003) Artemis Fowl - O Código Eterno
4. Artemis Fowl: The Opal Deception (2005) Artemis Fowl e a Vingança de Opala
5. Artemis Fowl: The Lost Colony (2006) Artemis Fowl e a Colonia Perdida
6. Artemis Fowl: The Time Paradox (2008) Artemis Fowl e o Paradoxo do Tempo
7. Artemis Fowl: The Atlantis Complex (2010) Artemis Fowl e o Complexo de Atlantis
8. Artemis Fowl: The Last Guardian (2012) Artemis Fowl e o Último Guardião

#### Livros relacionados
- LEPrecon (conto; 2004)
- Artemis Fowl: The Seventh Dwarf (conto; 2004)
- The Artemis Fowl Files (2004) Arquivo Artemis Fowl
- Artemis Fowl: The Graphic Novel (Graphic Novel, 2007)
- Artemis Fowl: The Arctic Incident - The Graphic Novel (Graphic Novel, 2009)
- Artemis Fowl: The Eternity Code - The Graphic Novel (Graphic Novel, 2013)
- Artemis Fowl: The Opal Deception - Graphic Novel (Graphic Novel)

### Série P.R.A.T.A.
1. W.A.R.P. The Reluctant Assassin (2013) O Assassino Relutante
2. W.A.R.P. The Hangman's Revolution (2014) A Revolução do Carrasco
3. W.A.R.P. The Forever Man (2015)

### Marvel
- Iron Man: The Gauntlet (2016)

### Outros
- Colin Cosmo e os Supernaturalistas
- A Lista dos Desejos
- Pânico no Navio
- Pânico na biblioteca
- E tem outra coisa...(título que dá continuação à coleção O guia do mochileiro das galáxias, sendo este o 6° livro da série)
- Aviador, Airman título original em inglês.
- Por um fio